# Halfway Gone
Halfway Gone is een single uit 2009 van Lifehouse. Het nummer is afkomstig van hun vijfde studio-album Smoke and Mirrors.

## Hitnotering
| "Halfway Gone" in de Nederlandse Top 40 - binnen 09-01-2010 | "Halfway Gone" in de Nederlandse Top 40 - binnen 09-01-2010 | "Halfway Gone" in de Nederlandse Top 40 - binnen 09-01-2010 | "Halfway Gone" in de Nederlandse Top 40 - binnen 09-01-2010 | "Halfway Gone" in de Nederlandse Top 40 - binnen 09-01-2010 | "Halfway Gone" in de Nederlandse Top 40 - binnen 09-01-2010 | "Halfway Gone" in de Nederlandse Top 40 - binnen 09-01-2010 | "Halfway Gone" in de Nederlandse Top 40 - binnen 09-01-2010 | "Halfway Gone" in de Nederlandse Top 40 - binnen 09-01-2010 | "Halfway Gone" in de Nederlandse Top 40 - binnen 09-01-2010 | "Halfway Gone" in de Nederlandse Top 40 - binnen 09-01-2010 | "Halfway Gone" in de Nederlandse Top 40 - binnen 09-01-2010 | "Halfway Gone" in de Nederlandse Top 40 - binnen 09-01-2010 | "Halfway Gone" in de Nederlandse Top 40 - binnen 09-01-2010 | "Halfway Gone" in de Nederlandse Top 40 - binnen 09-01-2010 | "Halfway Gone" in de Nederlandse Top 40 - binnen 09-01-2010 | "Halfway Gone" in de Nederlandse Top 40 - binnen 09-01-2010 |
| Week                                                        | 1                                                           | 2                                                           | 3                                                           | 4                                                           | 5                                                           | 6                                                           | 7                                                           | 8                                                           | 9                                                           | 10                                                          | 11                                                          | 12                                                          | 13                                                          | 14                                                          | 15                                                          |                                                             |
| ----------------------------------------------------------- | ----------------------------------------------------------- | ----------------------------------------------------------- | ----------------------------------------------------------- | ----------------------------------------------------------- | ----------------------------------------------------------- | ----------------------------------------------------------- | ----------------------------------------------------------- | ----------------------------------------------------------- | ----------------------------------------------------------- | ----------------------------------------------------------- | ----------------------------------------------------------- | ----------------------------------------------------------- | ----------------------------------------------------------- | ----------------------------------------------------------- | ----------------------------------------------------------- | ----------------------------------------------------------- |
| Nummer                                                      | 36                                                          | 30                                                          | 22                                                          | 21                                                          | 23                                                          | 21                                                          | 19                                                          | 19                                                          | 14                                                          | 15                                                          | 18                                                          | 30                                                          | 33                                                          | 36                                                          | 38                                                          | uit                                                         |

| "Halfway Gone" in de Nederlandse Single Top 100 - binnen: 23-01-2010 | "Halfway Gone" in de Nederlandse Single Top 100 - binnen: 23-01-2010 | "Halfway Gone" in de Nederlandse Single Top 100 - binnen: 23-01-2010 | "Halfway Gone" in de Nederlandse Single Top 100 - binnen: 23-01-2010 | "Halfway Gone" in de Nederlandse Single Top 100 - binnen: 23-01-2010 | "Halfway Gone" in de Nederlandse Single Top 100 - binnen: 23-01-2010 | "Halfway Gone" in de Nederlandse Single Top 100 - binnen: 23-01-2010 | "Halfway Gone" in de Nederlandse Single Top 100 - binnen: 23-01-2010 | "Halfway Gone" in de Nederlandse Single Top 100 - binnen: 23-01-2010 | "Halfway Gone" in de Nederlandse Single Top 100 - binnen: 23-01-2010 | "Halfway Gone" in de Nederlandse Single Top 100 - binnen: 23-01-2010 | "Halfway Gone" in de Nederlandse Single Top 100 - binnen: 23-01-2010 |
| Week                                                                 | 1                                                                    | 2                                                                    | 3                                                                    | 4                                                                    | 5                                                                    | 6                                                                    | 7                                                                    | 8                                                                    | 9                                                                    | 10                                                                   |                                                                      |
| -------------------------------------------------------------------- | -------------------------------------------------------------------- | -------------------------------------------------------------------- | -------------------------------------------------------------------- | -------------------------------------------------------------------- | -------------------------------------------------------------------- | -------------------------------------------------------------------- | -------------------------------------------------------------------- | -------------------------------------------------------------------- | -------------------------------------------------------------------- | -------------------------------------------------------------------- | -------------------------------------------------------------------- |
| Nummer                                                               | 64                                                                   | 78                                                                   | 96                                                                   | 85                                                                   | 90                                                                   | 86                                                                   | 97                                                                   | 74                                                                   | 87                                                                   | 94                                                                   | uit                                                                  |